# Fotogramas de Plata 1961
El lliurament dels 12è Premis Fotogramas de Plata (coneguts oficialment com a Placa San Juan Bosco), corresponents a l'any 1961, lliurats per la revista espanyola especialitzada en cinema Fotogramas, va tenir lloc el 31 de gener de 1962, diada de Sant Joan Bosco, a la residència de la família Nadal, propietària de la revista, al barri de Pedralbes (Barcelona). El guardó de von Sydow fou recollit en nom seu per José Luis Navascués, de Chamartín Films.

## Candidatures

### Millor intèrpret de cinema espanyol
| Intèrpret | Pel·lícula          | Resultat   |
| --------- | ------------------- | ---------- |
| Marisol   | Ha llegado un ángel | Guanyadora |

### Millor intèrpret de cinema estranger
| Intèrpret     | Pel·lícula     | Resultat  |
| ------------- | -------------- | --------- |
| Max von Sydow | El setè segell | Guanyador |